# Die gelbe Jacke
Die Gelbe Jacke (Den gula jackan) är en operett i tre akter med musik av Franz Lehár och libretto av Victor Léon. Den hade premiär den 9 februari 1923 på  Theater an der Wien i Wien. Operetten komponerades under samma tid som Die blaue Mazur och Frasquita men färdigställdes först senare. "Den gula jackan" är (i operetten) en hög kinesisk utmärkelse.

## Historia
Den ursprungliga idén till en operett med kinesisk bakgrund kom från Lizzy Marischka-Leon, dotter till librettisten. Kort tid före sin tidiga död skrev hon vid juletid 1917 ett libretto. Lehár började genast att komponera musikskisser och redan 1918 hade han skrivit kontrakt med Theater an der Wien medan Victor Léon bearbetade texten. Arbetet drog emellertid ut på tiden då Lehár var upptagen med att komponera två andra operetter. Först vid julen 1922 var han klar med klaverutdraget.
Premiären ägde rum den 9 februari 1923. Lehár hade låtit musiken få en viss kinesisk prägel. Trots succén höll sig operetten inte länge uppe på repertoaren. Det berodde inte minst på att dåtidens operettkompositörer konkurrerade både med varandra och sina egna verk. 1929 reviderade Lehár, tillsammans med Ludwig Herzer och Fritz Löhner-Beda, verket. Resultatet blev Leendets land. Originalversionen Die gelbe Jacke uppfördes därefter så gott som aldrig.

## Personer
- Prins Sou Chong Chwang
- Mi, hans syster
- Lea Limburger
- Claudius von Wimpach

## Handling
Handlingen rör sig kring en kärlekshistoria mellan Sou Chong och Lea Limburger. Till skillnad från slutet i Leendets land slutar operetten lyckligt. Prins Sou Chong avstår från sin kinesiska rätt och gifter sig med Lea.

## Skillnader motLeendets land
Die gelbe Jacke skiljer sig på flera punkter från sin senare version. Personen Lisa i Leendets land heter i originalet Lea Limburger och Gustl heter Claudius von Wimpach. Modedanser såsom shimmy och foxtrot överflyttades inte från Die gelbe Jacke till Leendets land. De passade inte in i den operamässiga stil som Leendets land gick i. Följande sånger överfördes från originalet: Freunderl mach dir nichts draus, Immer nur Lächeln, Wenn die Chrysanthemen blühen och Von Apfelblüten einen Kranz. Duetten Es hängt der Himmel voller Geigen från Gelben Jacke skrevs textligt om och ändrades från plats Nr. 14 (Gelbe Jacke) till Nr. 4 (Leendets land). Den heter numera Bei einem Tee a deux. Nykomponerade sånger i Leendets land är till exempel duetten Wer hat die Liebe uns ins Herz gesenkt och sången Märchen vom Glück. Finalerna och körerna var avsevärt längre i Die gelbe Jacke. Sången Ich möchte wieder einmal die Heimat sehen hette i Die gelbe Jacke ännu Ich möchte wieder einmal den Prater sehen. Den mest lyckade ändringen i Leendets land var omarbetningen och omplaceringen av sången Duft strömt aus deinem Haar und deine Haut ist wie Parfüm till Dein ist mein ganzes Herz, kanske den mest berömda av alla operettsånger över huvud taget.
Sånger som endast förekommer i Die gelbe Jacke är till exempel Wien Du mein Wien (valssång), Wärst Du jetzt bei mir (sång) och Vatter such mir eine Braut (Marschsång).